# Procellaria parkinsoni
Procellaria parkinsoni là một loài chim trong họ Procellariidae.